# Пустельний степ Східної Гобі

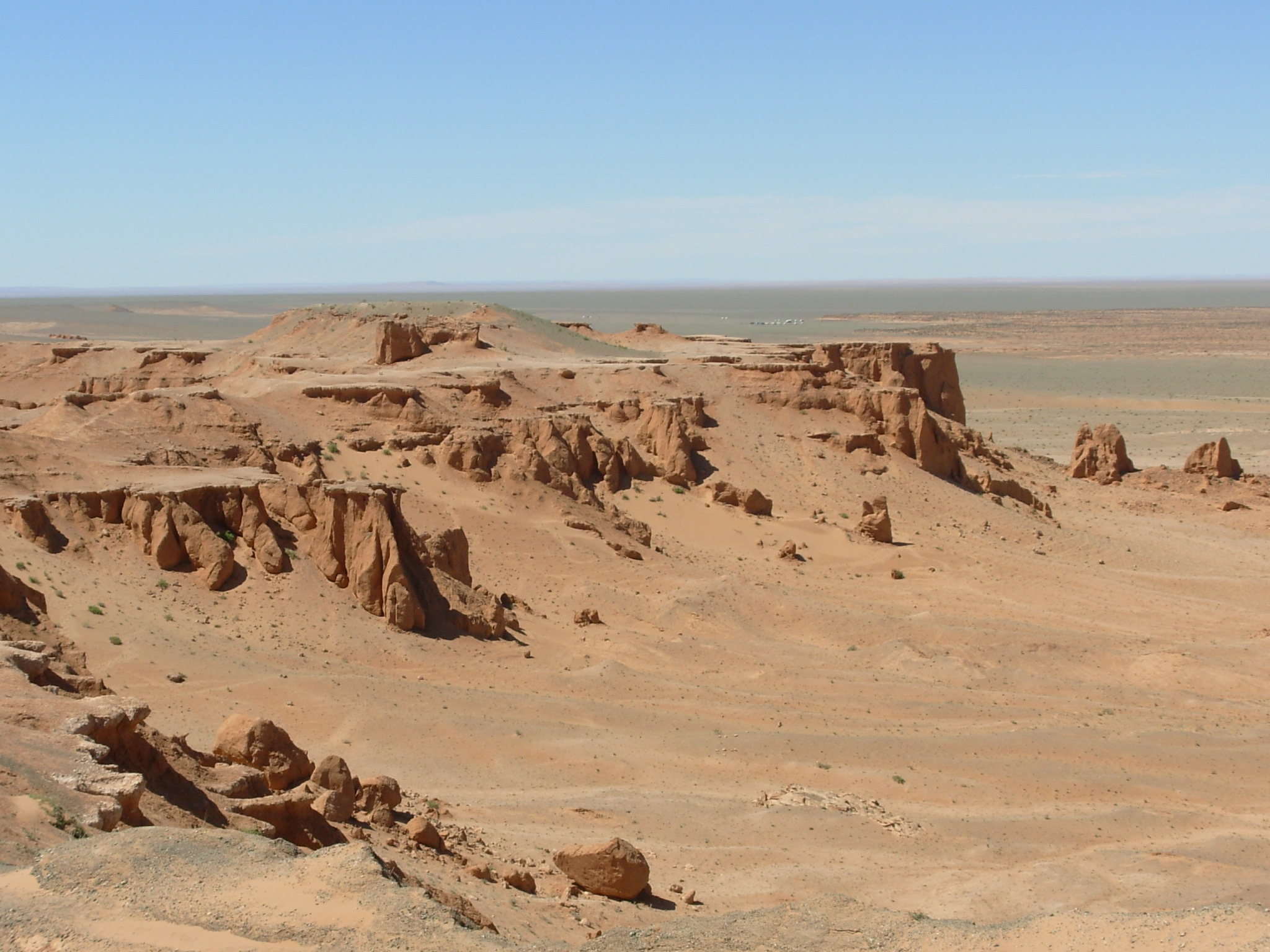
Скелі Баянзаг (аймак Умнеговь, Монголія)

Пустельний степ Східної Гобі (ідентифікатор WWF: PA1314) — палеарктичний екорегіон пустель і склерофітних чагарників, розташований на південному заході Монголії та на півночі Китаю.

## Географія
Екорегіон пустельного степу Східної Гобі охоплює територію Монгольської Гобі, найсхіднішу частину пустелі Гобі, розташовану на південному сході Монголії та у Внутрішній Монголії на півночі Китаю. Монгольська Гобі розташована на плато, на висоті від 1000 до 1500 м над рівнем моря. Великі річки в регіоні відсутні. Сезонні водні потоки стікають у безстічні солончаки та невеликі озера. Крім Монгольської Гобі, екорегіон також охоплює гори Їньшань, які простягаються з північного сходу на південний захід і підіймаються на висоту 1500—2200 м над рівнем моря. Найвищою вершиною регіону є гора Дунд-Сайхани-Нуру висотою 2825 м, розташована в горах Гурван-Сайхан.
На сході екорегіон переходить у Монголо-Маньчжурський степ, на півдні — у напівпустелю Алашанського плато, а на заході — у пустельний степ долини Гобійських озер.

## Клімат
На більшій частині екорегіону переважає холодний пустельний клімат (BWk за класифікацією кліматів Кеппена), а на південному сході — напівпустельний клімат (BSk за класифікацією Кеппена). Літо тепле або спекотне, залежно від висоти, а зима дуже холодна. Середньорічна температура коливається від -2 до -6 °C, середня температура липня становить 31,5 °C, середня температура січня коливається від -20 до -28 °C. Середньорічна кількість опадів змінюється з року в рік та коливається від 100 до 150 мм, більшість з яких випадає влітку.

## Флора
Величезні простори пустельного степу Східної Гобі мають, як правило, однорідний рослинний покрив, який відрізняється від лучно-степової рослинності, поширеної східніше, та пустельної рослинності, поширеної західніше. Він переважно представлений посухостійкими чагарниками та розрідженими невисокими травами. Серед поширених в екорегіоні чагарників слід відзначити різні види карагани (Caragana spp.), зокрема карагану Бунге (Caragana bungei) та білокору карагану (Caragana leucophloea). Також в регіоні зустрічаються чагарники горобиного кураю (Salsola passerina), сухого полину (Artemisia xerophytica), монгольської потанінії (Potaninia mongolica) та сибірської золотухи (Nitraria sibirica). Серед трав, поширених у Східній Гобі, слід відзначити гобійську ковилу (Stipa tianschanica var. gobica), галькову ковилу (Stipa glareosa) та джунгарську двозубку (Cleistogenes songorica). Багатокорінцева цибуля (Allium polyrhizum) є основним кормом для багатьох стадних тварин. Монголи стверджують, що з молока верблюдиць, які паслися на цій цибулі, можна зробити найкращий айраг (кисломолочний напій), який буде мати горіховий присмак.

## Фауна
Серед поширених в екорегіоні плазунів слід відзначити монгольського кулана (Equus hemionus hemionus), джейрана (Gazella subgutturosa), монгольського дзерена (Procapra gutturosa), тарбагана (Marmota sibirica), степову перегузню (Vormela peregusna) та лисицю-корсака (Vulpes corsac). Також в екорегіоні мешкають різноманітні стрибаки або тушканчики, зокрема азійські стрибаки (Dipus sagitta), карликові стрибаки Козлова (Salpingotus kozlovi), монгольські кандибки (Stylodipus andewsi) та гобійські тушкани (Allactaga bullata). Ці невеликі гризуни пристосовані до життя в піщаних природних середовищах. Вони мають довгі і гнучкі хвости, а довжина їхніх задніх лап у п'ять разів перевищує довжину передніх. Стрибаки можуть рити нори і стрибати на довжину до 3 м, через що і отримали таку назву. В горах екорегіону зустрічаються рідкісні снігові барси (Panthera uncia). В степах Східної Гобі раніше зустрічалися монгольські сайгаки (Saiga tatarica mongolica), однак наразі вони в регіоні вимерли.
Серед поширених в екорегіоні птахів слід відзначити східного джека (Chlamydotis macqueenii), звичайну саджу (Syrrhaptes paradoxus), монгольську джиджітку, (Podoces hendersoni), товстодзьобого пісочника (Charadrius leschenaultii), монгольського снігаря (Bucanetes mongolicus) та кремовогорлого кеклика (Alectoris chukar). Серед хижих птахів регіону слід відзначити ягнятника (Gypaetus barbatus), чорного грифа (Aegypius monachus), орлана-довгохвоста (Haliaeetus leucoryphus), балабана (Falco cherrug) та степового орла (Aquila nipalensis).

## Збереження
Оцінка 2017 року показала, що 10 645 км², або 4 % екорегіону, є заповідними територіями. Природоохоронні території включають: Національний парк Гобі-Гурван-Сайхан, Природний заповідник Іх-Нартійн-Чулуу, Природний заповідник Загійн-Ус, Природний заповідник Онгон-Таван-Булаг, Природний заповідник Бурдене-Булаг та Гірський заповідник Дельгерхангай в Монголії.